# Moçambola 2024
La Moçambola 2024 è stata la 49ª edizione della massima serie del campionato Mozambicano di calcio. Il campionato è iniziato il 20 aprile 2024 e si è concluso l'11 novembre successivo. 
La squadra campione in carica era il Ferroviário Beira, mentre il titolo è stato vinto dall'Black Bulls, al suo secondo titolo nazionale.

## Stagione

### Novità
Dalla scorsa stagione, sono stati retrocessi in Divisao de Honra le ultime tre classificate: Ferroviário Nacala, Matchedje e Ferroviàrio Quelimane. Al loro posto, dalla Divisao de Honra sono stati promossi Tchumene, Desportivo Nacala e Textáfrica, prime classificate del campionato. 

### Formula
Le 12 squadre partecipanti giocano un girone di andata e ritorno, per un totale di 22 giornate. Al termine di esse, la prima classificata è campione del Mozambico e si ottiene la qualificazione per la CAF Champions League 2025-2026, mentre l'ultima classificata è retrocessa in Divisao de Honra.

## Squadre partecipanti
| Club                 | Città     | Stagione Precedente    |
| -------------------- | --------- | ---------------------- |
| Baìa de Pemba        | Pemba     | 6° in Moçambola 2023   |
| Black Bulls          | Maputo    | 2° in Moçambola 2023   |
| Costa do Sol         | Maputo    | 4° in Moçambola 2023   |
| Desportivo Nacala    | Nacala    | Divisao de Honra       |
| Ferroviário Beira    | Beira     | Campione del Mozambico |
| Ferroviàrio Lichinga | Lichinga  | 7° in Moçambola 2023   |
| Ferroviário Maputo   | Maputo    | 8° in Moçambola 2023   |
| Ferroviário Nampula  | Nampula   | 3° in Moçambola 2023   |
| Songo                | Songo     | 5° in Moçambola 2023   |
| Textáfrica           | Chimoio   | Divisao de Honra       |
| Tchumene             | Matola    | Divisao de Honra       |
| Vilankulo            | Vilankulo | 9° in Moçambola 2023   |

## Classifica
|                      | Pos. | Squadra              | Pt | G  | V  | N | P  | GF | GS | DR  |
| -------------------- | ---- | -------------------- | -- | -- | -- | - | -- | -- | -- | --- |
| Mozambico (bandiera) | 1.   | Black Bulls          | 51 | 22 | 15 | 6 | 1  | 47 | 21 | +26 |
|                      | 2.   | Songo                | 49 | 22 | 14 | 7 | 1  | 34 | 13 | +21 |
|                      | 3.   | Costa do Sol         | 44 | 22 | 13 | 5 | 4  | 35 | 19 | +16 |
|                      | 4.   | Ferroviário Maputo   | 29 | 22 | 8  | 5 | 9  | 17 | 17 | 0   |
|                      | 5.   | Ferroviário Nampula  | 27 | 22 | 7  | 6 | 9  | 23 | 24 | -1  |
|                      | 6.   | Ferroviário Beira    | 27 | 22 | 7  | 6 | 9  | 15 | 18 | -3  |
|                      | 7.   | Vilankulo            | 25 | 22 | 6  | 7 | 9  | 21 | 29 | -8  |
|                      | 8.   | Desportivo Nacala    | 24 | 22 | 6  | 6 | 10 | 26 | 35 | -9  |
|                      | 9.   | Baía de Pemba        | 24 | 22 | 6  | 6 | 10 | 14 | 25 | -11 |
|                      | 10.  | Ferroviário Lichinga | 24 | 22 | 5  | 9 | 8  | 24 | 27 | -3  |
|                      | 11.  | Tchumene             | 18 | 22 | 4  | 6 | 12 | 22 | 29 | -7  |
|                      | 12.  | Textáfrica           | 18 | 22 | 5  | 3 | 14 | 20 | 41 | -21 |

Legenda:
      Campione del Mozambico e ammessa alla CAF Champions League 2025-2026.
 Retrocessione diretta.